# Dalos György (író)
Dalos György (eredeti neve: Deutsch György) (Budapest, 1943. szeptember 23. –) Füst Milán-díjas és az NSZK Szövetségi Érdemrendjének Első Osztályú Érdemkeresztjével kitüntetett magyar író, műfordító és költő.
A moszkvai Lomonoszov Egyetem történelem karán szerzett diplomát, majd a Munkásmozgalmi Múzeumnál kezdett dolgozni. 1968-ban mint egy szélsőbaloldali diákcsoport tagját hét havi felfüggesztett börtönbüntetésre ítélték. Munkáját elvesztette és nem jelenhettek meg könyvei. Német és szovjet szakkönyvek és folyóiratok fordításából tartotta fenn magát. 1984-től kapott rendszeresen munkát német nyelvterületen és 1995 óta Berlinben él, a Szász Művészeti Akadémia levelező tagja, egy berlini hetilap szerkesztője.

## Életpályája
Szülei Deutsch (Ivor) Andor (1906–1945) és Berliner Erzsébet. Édesapja a munkaszolgálata során szerzett betegségében halt meg, 1945-ben, édesanyja is gyakran betegeskedett, így fiuk 12 éves koráig zsidó felekezeti gyermekotthonokban, később pedig a Fiúárvaházban nevelkedett. Miután hazakerült, megkezdte tanulmányait az Andrássy úti általános iskolában, ezt követően pedig a Kölcsey Ferenc Gimnáziumban. 1962-ben tette le az érettségi vizsgát, 1967-ig a moszkvai Lomonoszov Egyetem történelem karán tanult mint a Művelődésügyi Minisztérium ösztöndíjasa. Diplomamunkája a német szociáldemokráciát taglalta a Weimari Köztársaság idején. 1964-ben lett az MSZMP tagja, 1965-ben pedig belépett a Magyar Írók Szövetségébe.
Ekkor már folyamatosan jelentek meg versei, könyvrecenziói és tudósításai a moszkvai irodalmi életről. 1967-ben a Munkásmozgalmi Múzeumnál kezdett dolgozni segédmuzeológusi beosztásban. 1968-ban fordulat következett be életében, mely későbbi pályájára is kihatott: a Fővárosi Bíróság az úgynevezett „maoista perben“ a Pór-féle maoista összeesküvésben való részvétel miatt hét havi felfüggesztett börtönbüntetésre ítélte államellenes összeesküvés vádjával. Emiatt a pártból kizárták, munkahelyén felmondtak neki, megtiltották, hogy kiutazzon és részleges publikációs tilalmat rendeltek el számára: 19 éven keresztül nem jelent meg könyve Magyarországon.
Egy későbbi konfliktus alkalmával rendőri felügyeletet kapott, mely ellen 25 napos éhségsztrájkkal tiltakozott és melyet végül Lukács Györgynek köszönhetően oldottak fel. Innentől fogva többé nem került nyílt konfliktusba az államhatalommal annak ellenére, hogy az 1970-es években kivette részét a demokratikus ellenzék munkájából. Egy moszkvai diáktársnőjével, Rimma Vlagyimirovna Truszovával kötött házasságot. Tőle 1973-ban született lánya, Anna, aki muzikológusként és zenekritikusként dolgozik.
Ez idő tájt munkája német és szovjet szakkönyvek és folyóiratok fordításából állt. Műveit 1979-től publikálta a Német Szövetségi Köztársaságban. Kinti kapcsolatai révén 1984-ben elnyerte a DAAD Berlini Művészprogramjának egyéves ösztöndíját, ezután pedig 1985-ben Brémában, a kelet-európai kutatóintézet munkatársaként dolgozott szerződéssel. Később Budapestre, majd 1987-ben Bécsbe ment, munkavállalási engedéllyel.
A Deutschlandfunk magyar adásánál dolgozott mint külső munkatárs és az írásból élt. 1995-ben megpályázta a berlini Magyar Ház igazgatói posztját, amit el is nyert. Később a frankfurti könyvvásár magyar fővendégségén volt irodalmi kurátor. 1992 és 1996 között tagja volt a kölni, később pedig a berlini Heinrich Böll Alapítvány kuratóriumának.
1995 óta Berlinben él, szabadfoglalkozású íróként dolgozik. 1997-ben a Szász Művészeti Akadémia levelező tagja lett, számos német kulturális zsűri munkájában segédkezik. 2006 óta szerkeszti a Freitag című berlini hetilapot. 2008 tavaszán Horvátország lipcsei könyvvásári bemutatkozásának kurátori tisztét látta el. Barátja volt Kertész Imre, akinek halálakor úgy fogalmazott, hogy „ez a barátság túlélt mindent”.

## Díjai, elismerései
- DAAD-ösztöndíj, 1984
- Magvető Könyvkiadó nívódíja, 1989

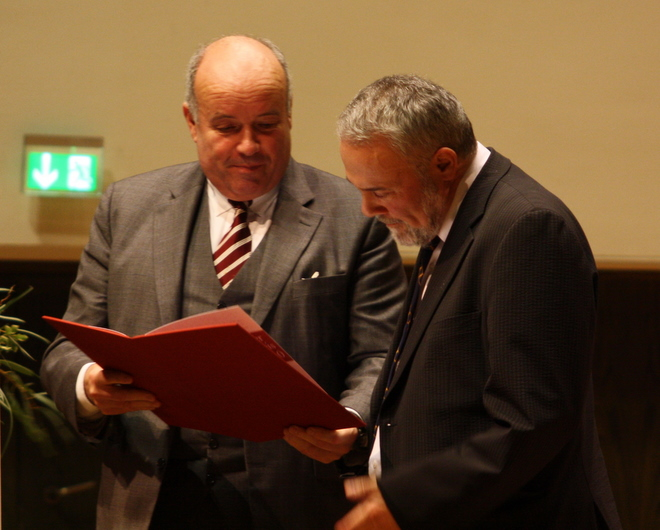
Dalos György (jobbra) átvette a lipcsei díjat

- Bajor Művészeti Akadémia, Adalbert von Chamisso díja, 1995
- A baden-württembergi Künstlergilde Gryphius különdíja, 1999
- A Magyar Köztársaság Elnökének aranyérme, 2000
- A Magyar Köztársasági Érdemrend tisztikeresztje, 2006
- 2010–ben megkapta a lipcsei nemzetközi könyvvásár fődíját eddigi munkássága elismeréseként, és a Németországban 2009-ben megjelent, Felgördül a függöny – A kelet-európai diktatúrák bukása (Der Vorhang geht auf – Das Ende der Diktaturen in Osteuropa) című könyvéért.
- Füst Milán-díj (2011)
- NSZK Szövetségi Érdemrendjének Első Osztályú Érdemkeresztje[8] (2015)
- Heinrich Mann-díj (2023)[9]

## Magyar könyvei
- Szféra-antológia, 1980-1982. Zárójelentés. Dalos György, Farkas Péter, Fráter András, Garaczi László, Hajdu Zsuzsa, Könczöl Csaba, Mezei Péter, Németh Gábor, Petri György, Tóth Gábor írásaiból; s.n., Budapest, 1982 szamizdat
- Szavaink születése (versek; Szépirodalmi Könyvkiadó, 1964)
- Előtörténetek (kisregény; Magvető Könyvkiadó, 1983) ISBN 963-271-960-3
- A cselekvés szerelmese – Duczynska Ilona élete; (Kossuth Kiadó, 1984) ISBN 9630924684
- 1985 (történelmi jelentés; AB Független Kiadó, 1985, szamizdat)
- Ezerkilencszáznyolcvanöt (Párizsi Magyar Füzetek, 1985, Új Géniusz) ISBN 9630278391
- Hosszú menetelés – rövid tanfolyam (Magvető, 1989) ISBN 9631414388
- A körülmetélés (történet; Magvető, 1988, 1990) ISBN 9631421201
- A kulcsfigura (regény; Ab Ovo, 1995) ISBN 9637853340
- Vendég a jövőből. Anna Ahmatova és Sir Isaiah Berlin. Egy szerelem története; németből ford. Schauschitz Attila; Palatinus, Budapest, 1998 (esszéregény; Palatinus, 1998)[10][11] ISBN 9639127159
- Az istenkereső (történet; Magvető, 1999) ISBN 9631421481
- Szahalin, Csehov szigete (Helikon, 2003) ISBN 9632088085
- Puszipajtások (regény; Ab Ovo, 2004) ISBN 9639378259
- Balaton-brigád. Történet hét sétában (regény; Ab Ovo, 2006) ISBN 9639378348
- A körülmetélés. A Nagy Buli (két kisregény; Ab ovo, 2007) ISBN 963937847X
- Világ proletárjai, bocsássatok meg! Vicces búcsú a létező szocializmustól; ford. Győri László; Corvina Könyvkiadó, Budapest, 2009) ISBN 9789631358636
- Gorbacsov – ember és hatalom. Politikai életrajz; ford. Dunai Andrea; Napvilág, Budapest, 2011
- Viszlát, elvtársak! A szocializmus végnapjai Kelet-Európában; szerk. Christian Beetz, Olivier Mille; Corvina, Budapest, 2011
- A közgazdász bukása. Regény; Pesti Kalligram, Budapest, 2013
- Tíz esztendő. Európai naplójegyzetek; Pesti Kalligram, Budapest, 2016
- Az utolsó cár. A Romanov-ház bukása; Noran Libro, Bp., 2018
- Három Berlin. Barangolások a fal körül; Napvilág, Bp., 2023

## Német könyvei
- Meine Lage in der Lage. Gedichte und Geschichten. Rotbuch Verlag, Berlin, 1979
- Neunzehnhundertfünfundachtzig. Ein historischer Bericht, Rotbuch, Berlin, 1982
- Kurzer Lehrgang, langer Marsch. Eine Dokumontage. Rotbuch, Berlin
- Mein Großvater und die Weltgeschichte. Eine Dokumontage. Literarisches Colloquium Berlin, 1985
- Archipel Gulasch. Entstehung der demokratischen Opposition in Ungarn. Essay. Edition Temmen, Bremen, 1986
- Die Beschneidung. Eine Geschichte. Insel Verlag, Frankfurt, 1990, Suhrkamp Verlag, Frankfurt, 1993, 1997, 1999
- Ungarn – vom Roten Stern zur Stephanskrone. Aufsätze. Edition Suhrkamp, 1991, zweite erweiterte Ausgabe, 1997
- Vom Propheten zum Produzenten. Zum Rollenwandel der Literaten in Ungarn und Osteuropa. Wespennest-Essay, Wien, 1992
- Proletarier aller Länder, entschuldigt mich! Ende des Ostblockwitzes. Edition Temmen, Bremen, 1993, siebente Auflage, 1999
- Der Versteckspieler. Roman. Insel Verlag, Frankfurt,1994, Suhrkamp, 1997
- Der Rock meiner Großmutter. Frühe Prosa. Surhkamp Verlag, Frankfurt, 1996
- Gast aus der Zukunft. Anna Achmatowa und Sir Isiah Berlin – Eine Liebesgeschichte. EVA, 1996, zweite Ausgabe, 1997
- Lajos Kossuth: "Ungarn ist in Gefahr!" Die Große Ministerrede, 11. Juli 1848, EVA/Reden, 1998 (Szerkesztés, kísérő esszé és jegyzetek).
- Der Gottsucher. Eine Geschichte. Insel, 1999, Suhrkamp, 2001
- Olga. Pasternaks letzte Liebe. Fast ein Roman. EVA, Hamburg, 1999
- Die Reise nach Sachalin. Auf den Spuren von Tschechow. EVA, Hamburg, 2001
- Seilschaften. Roman. DuMont Literatur, 2002
- Ungarn in der Nußschale. Geschichte meines Landes. Beck Verlag., München, 2004
- Balaton-Brigade. Roman. Rotbuch Verlag
- 1956: Der Aufstand in Ungarn. C. H. Beck Verlag, 2006
- Jugendstil, Rotbuch Verlag, 2007
- Der Vorhang geht auf. Ende der osteuropäischen Diktaturen. Verlag C. H. Beck, München 2009
- Gorbatschow. Mensch und Macht. Verlag C. H. Beck, München 2011.
- Lebt wohl, Genossen! Verlag C. H. Beck, München 2011.
- Der Fall des Ökonomen. Roman. Berlin 2012.
- Geschichte der Russlanddeutschen. Von Katharina der Großen bis zur Gegenwart. Übers. v. Elsbeth Zylla. C.H. Beck, München 2014
- Der letzte Zar – Der Untergang des Hauses Romanow. Verlag C. H. Beck, München 2017
- Für, gegen und ohne Kommunismus. Erinnerungen. Verlag C. H. Beck, München 2019
- Das System Orbán: Die autoritäre Verwandlung Ungarns, bearbeitet von Elsbeth Zylla. Verlag C. H. Beck, München 2022, ISBN 978-3-406-78209-1.

## Műfordításai
- Ny. A. Csukovszkij: Uszály és égbolt, Ungvár-Budapest, 1970
- A. A. Naszibov: Labirintus-akció, 1970
- J. Sz. Szemjonov: A Stirlitz-dosszié, 1971
- Harry Thürk: Singapore, 1973
- J. Z. Vorobjov: Az idegháború katonája, Ungvár-Budapest, 1973
- Hans Magnus Enzensberger: A havannai kihallgatás, 1974
- K. Pickshaus-D. Raulf: Osztályharcok a mai Nagy-Britanniában, 1974
- V. I. Csujkov: A harmadik birodalom bukása, 1975
- Urho Kekkonen: A finn külpolitika útja, 1975
- M. Ny. Tuhacsevszkij válogatott művei, 1975
- A második világháború története. 1939-1945. 1. köt. (Nádor Tiborral), 1976
- D. A. Volkogonov: A szovjet tiszt etikája, 1976
- P. N. Fedosev: A filozófia és a tudományos megismerés, 1982
- Az orosz tolvajvilág és művészete, 1994